# Huevos
Huevos ist eine zu Trinidad und Tobago gehörige Insel und gehört zur Gruppe der Bocas Islands. Verwaltungstechnisch zählt die Insel Huevos zur Region Diego Martin. Die Insel befindet sich in Privateigentum.

## Geographie
Die Bocas Islands sind Chaguaramas im Nordwesten der Insel Trinidad vorgelagert. Die Inselkette (bestehend aus Chacachacare, Huevos und Monos) liegt zwischen Venezuela und Trinidad in der Meerenge Dragon’s Mouth Strait (Bocas del Dragón), die die nördliche Begrenzung des Golf von Paria zum Karibischen Meer hin bildet. Zwischen den Inseln gibt es kleinere Meerengen. Von der westlich benachbarten Insel Chacachacare ist Huevos durch die knapp 1300 Meter breite Boca de Navios getrennt. Zwischen Huevos und dem östlich gelegenen Monos liegt die Boca de Huevos mit einer Breite von etwa 1000 Metern.
Huevos hat die Form eines zunehmenden Halbmondes. Die Nordspitze heißt Cape Garlio, die Südspitze Point de Cabras. In der nördlichen Hälfte wird die schmale Insel durch zwei gegenüberliegende Buchten an der Boca Sin Entrada fast in zwei Teile geteilt. Die Küstenlinie wird von steilen Klippen gesäumt, nur in der Tortue Bay im Süden gibt es einen Sandstrand, der auch den einzigen Zugang zur Insel bietet. Der Boden von Huevos besteht primär aus Schiefer und Phyllit.

## Geschichte

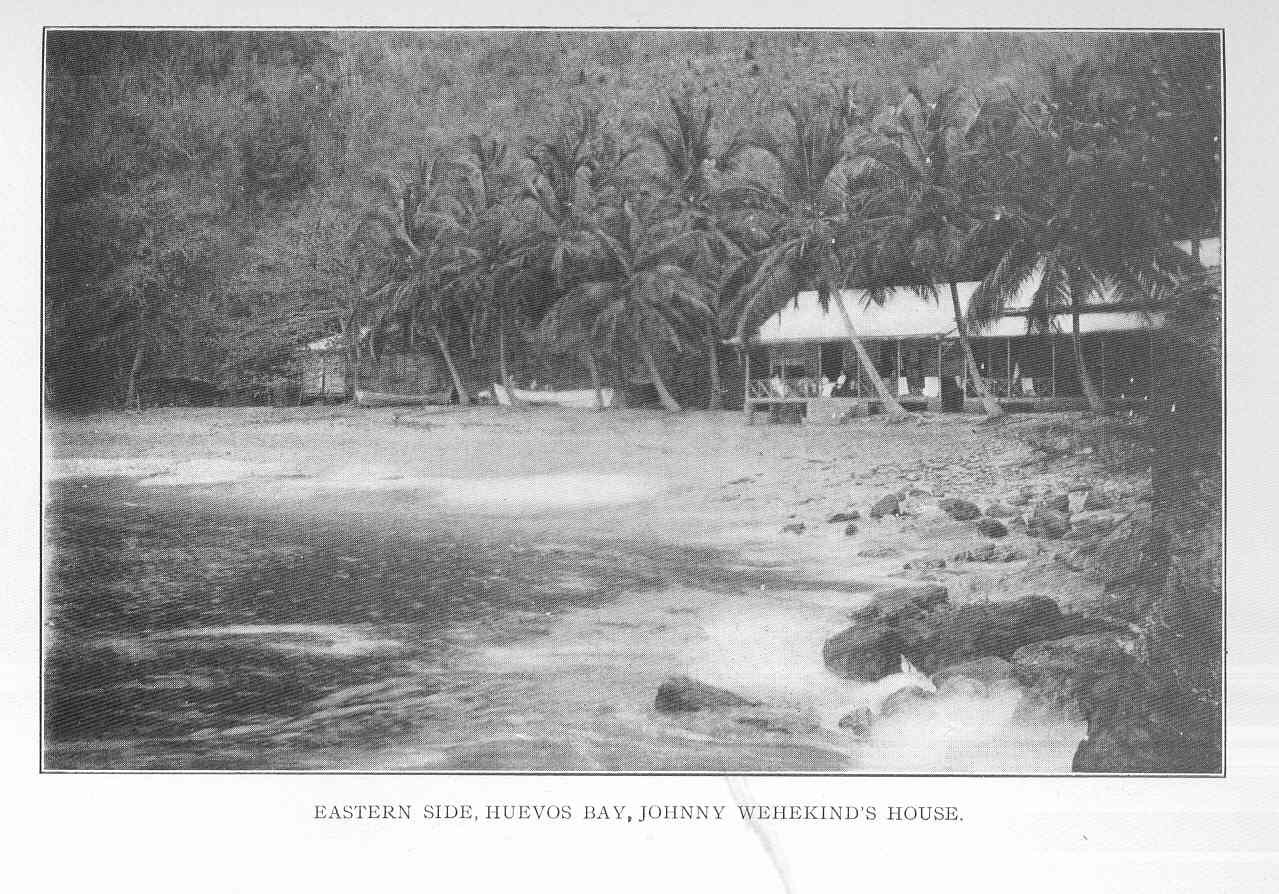
Wochenendhaus auf Huevos (1910)

„Entdeckt“ im modernen Sinn wurde die Insel im August 1498 von Christoph Kolumbus im Rahmen seiner dritten Entdeckungsreise. Er gab ihr auf Grund ihrer Form den Namen „El Delfin“. Zu dieser Zeit gab es auf der Insel noch eine Süßwasserquelle, was sie attraktiv für Seefahrer machte.
Der heutige Name der Insel (Spanisch für „Eier“) geht angeblich auf die Echte Karettschildkröte zurück, die früher in großer Zahl ihre Eier an den Strand der Tortue Bay legte.
Am 10. August 1800 lief die britische HMS Dromedary mit 500 Passagieren in den Parasol Rocks, einer Felsformation vor der Ostküste Huevos', auf Grund. Alle Personen an Bord konnten gerettet werden.
Seit 1926 befindet sich die Insel im Eigentum der Kaufmannsfamilie Boos, ehemals Weltmonopolist für den Handel mit Angosturabitter. Zwischen 1935 und 1965 verweilten auf Einladung der Familie mehrere Angehörige des britischen Königshauses in der Boos'schen Villa in der Tortue Bay.

## Flora und Fauna

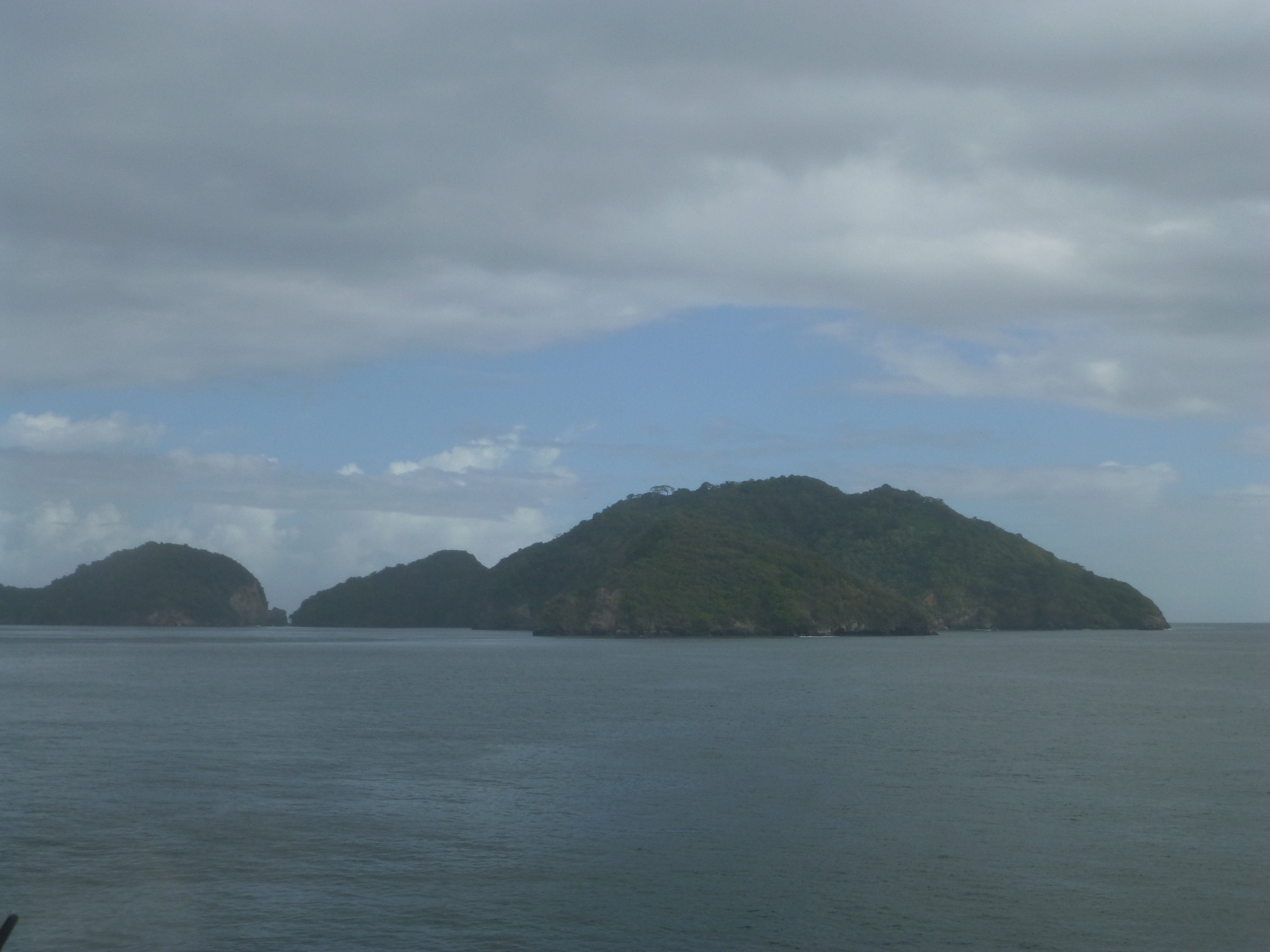
Huevos, von Südwesten aus gesehen

Die Flora der Insel wird geprägt durch das im Vergleich zum umliegenden Festland sehr niedrige Niederschlagsniveau. Huevos ist u. a. mit Yellow Poui- (Tabebuia serratifolia), Schweinepflaumen- (Spondias mombin) und Weißgummibäumen bewachsen. Zwischen den Bäumen gedeihen Flamingoblumen.
In einer Höhle auf der Insel lebte bis mindestens 1925 der seltene Fettschwalm, mittlerweile ist die Population aber verschwunden. Auf der ganzen Insel finden sich Rotaugenvireos, Gelbkopfkarakaras, Zuckervögel und Rabengeier. Zahlreiche Echsenarten sind auf Huevos heimisch, so z. B. Gonatodes ceciliae.
In den Gewässern rund um Huevos finden sich u. a. Doktorfische (Streifen-Doktorfisch, Ozean-Doktorfisch und Blauer Doktorfisch) und Kaiserfische (Königin-Engelfisch, Franzosen-Kaiserfisch und Grauer Kaiserfisch).